# Campsiura triguttulata
Campsiura triguttulata är en skalbaggsart som beskrevs av Mohnike 1871. Campsiura triguttulata ingår i släktet Campsiura och familjen Cetoniidae. Inga underarter finns listade.